# Alfredo Aracil
Pour les articles homonymes, voir Aracil.
Alfredo Aracil Avilané en 1954 à Madrid, est un compositeur espagnol, docteur en histoire de l'art et responsable culturel. Prix national de musique en 2015.

## Biographie
Aracil a étudié la musique en Espagne avec Luis de Pablo, Cristóbal Halffter, Tomás Marco, Carmelo Bernaola, Arturo Tamayo, et en Allemagne, lors des Internationale Ferienkurse für Neue Musik de Darmstadt, avec Mauricio Kagel, Iannis Xenakis, Karlheinz Stockhausen et Christian Wolf. Il a le titre de docteur en histoire de l'art.
Dans le domaine de l'animation culturelle, il a exercé différentes fonctions à la Radio Nacional de España, où il a été chef du département des productions musicales. Il a été directeur et coordinateur de différentes activités, telles que celles organisées pour le Festival d'automne de Madrid, le Musée du Prado, la direction du Festival International de Musique et de Danse de Grenade, ou la présidence de la section espagnole de l'ISCM (Société Internationale de Musique Contemporaine) .
Il a été professeur associé de l'Université autonome de Madrid et professeur invité de nombreuses autres institutions. Il a participé à des cours dans les universités suivantes :  Université complutense, Université Charles-III, Université de Saint-Jacques-de-Compostelle, Université d'Oviedo, Université polytechnique de Valence, Université de Grenade, Université internationale Menéndez Pelayo, l'École supérieure de musique de Catalogne, l'Instituto de Estética y Teoría de las Artes.
Il a donné de nombreuses conférences en Espagne, Italie, France, Royaume-Uni, Brésil et Mexique.
Il a participé au jury de nombreux prix et concours internationaux pour la création ou l'interprétation musicale, comme la Tribune Internationale des Compositeurs de l'UNESCO, le Prix Italia, le Prix Valentino Bucchi, Prix Reine Sophie de Composition et le Concours International de Guitare de La Havane, entre autres.
En tant que compositeur, il possède un catalogue d'une soixantaine d'œuvres comprenant à la fois de la musique instrumentale et vocale, ainsi que des œuvres pour la scène. Dans ce dernier domaine, il a composé deux opéras, Siempre/Todavía: ópera sin voces, avec des textes et des images de Alberto Corazón (es) et Francesca o El infierno de los enamorados avec un livret de Luis Martínez de Merlo, et deux monodrames, sur des textes de Sanchís Sinesterra, intitulés Próspero (1994) et Julieta en la cripta (2009). En 2015, le ministère de l'Éducation, de la Culture et des Sports lui a décerné le Prix national de musique dans la catégorie composition,

## Œuvres (sélection)
- Nocturno (1974), guitare, alto et 2 percussionnistes
- Cuarteto de cuerda I (1975)
- Profana (1975), soprno, contrabasse et piano
- Virginal (1975), guitare à 10 cordes et magnétophones
- Dentro de lo posible (1975), instruments ad libitum
- Tientos (1976), flûte, clarinette, violon, violoncelle et piano
- El silbo vulnerado (1976), violon et piano
- Alfaguara (1976), piano et cordes
- Retablo (1977), violon, clarinette, percussion et piano
- Con el aire que no vuelve (1978), hautbois, basson, guitare, violon, alto et violoncelle
- Mosaico (1979), célesta et 5 percussionnistes
- Contrapunto / Madrid 1980 (1980), dispositif audiovisuel avec magnétophones, synthétiseurs de radio et diapositives
- Sonata 2 (Los reflejos) (1981), flûte, clarinette, violon, violoncelle, harpe et piano
- Sonata de mayo (1981), flûte, percussion et piano
- Punta altiva (El sueño de Icaro) (1983), 5 récitants, chanteur, chœur de femmes et petit orchestre
- Las voces de los ecos (1984) (sur un poème du livre IV du Le Paradis perdu de John Milton)
- Seis piezas para María (1984), piano
- Narciso abatido (1985), flûte et alto
- Paisaje vertical (1985), flûte (& piccolo), clarinette basse, marimba, piano, violon, alto et violoncelle
- Extrême (1985), flûte contrebasse
- Ottavia sola (1986), piano
- Estudio con sillas (1986), flûte, violoncelle, percussion et bande enregistrée
- Musica reservata (1987), flûte, hautbois, clarinette (& clar. basse), basson, percussion, piano, violon, alto, violoncelle et contrabasse
- Cántico (1987), chœur et ensemble à cordes
- Calmo (1987), piano
- Glosa I (sobre Ottavia sola) (1987), clavecin
- Dos Glosas (1988), I: clavecin solo. II: vibraphone, harpe, piano, clavecin, violon, alto et violoncelle
- Francesca. Interlude du 2e acte (1989), cordes seules
- Francesca o El infierno de los enamorados (1989), Opéra en un prologue, deux actes et un épílogue, à partir du Chant V de l'Inferno, de Dante. Livret de Luis Martínez de Merlo. Soprano, mezzo, ténor, baryton et petit orchestre (1.1.1.1 – 1.1.1.0 – harpe, piano, 2 percussions – cordes)
- Tres imágenes de Francesca (1991), orchestre (2.2.2.2 – 2.2.1.0 – 2 percussions, harpe, piano – cordes)
- Paradiso (Cuaderno I) (1991), pour chœur a cappella, sur des fragments de la Divine Commédie de D. Alighieri
- Cuarteto de cuerda II (1991)
- Nana para Violeta (1992), piano
- Toccata (de los cincuenta) (1992), quintette à vent
- Movimiento perpetuo (v.92) (1992), violon, clarinette et piano
- Giardino-Notte (1994), orchestre (3.3.3.3 – 2.2.2.1 – 2 percussions – 12.10.8.8.6)
- Leve (1994), grand-orgue
- Estudio / Fantasía (1994), piano et ensemble indeterminé (au moins 2 groupes égaux de 3 instruments)
- Movimiento perpetuo (v.94) (1994), 3 clarinettes (2 en Si b y 1 clarinette basse), cor et 1 percussionniste
- Estudio doble (1995), piano
- Adagio con variaciones (1997), orchestre (3.3.3.3 – 4.3.3.1 – 3 percussions, harpe – 14.12.10.8.6)
- Paysage invisible (1999), orchestre (2.1.2.2 – 2.2.2.0 – 1 percussion – 12.10.8.6.4)
- Una lágrima de Kiu (2000), piano
- Trahe me post te (2001), 7 voces (ss.a.tt.bb) a cappella
- Espejo lejano (Glosa sobre Arcadia de T. Marco) (2002), 2 instruments à clavier et deux groupes instrumentaux ad lib.
- Homenaje (2003), clarinette en Sib
- Memoria de Próspero (2004), pour chœur, solistes, instruments à vent et percussions
- Cuarteto de cuerda III (2004)
- Paradiso (Cuaderno II) (2004), cor (SS.AA.TT.BB.), 2 violons, 1 alto, 2 clarinettes (1º en Sib, 2º cl. basse), 2 cors et 2 percussionnistes
- Kerzenlicht (2005), soprano, flûte (ou violon) clarinette (ou alto), bassont (ou violoncelle) et harpe
- Lauda (2005), piano
- Epitafio de Prometeo (2006), orchestre avec piano de concert
- Estampa (2006), harpe
- Tres piezas breves (2008), piano
- 2 Delirios sobre Shakespeare (2009), diptyque intégré à Próspero: Scena (1994) et Julieta en la cripta (2009) 2 monodrames pour acteur et actrice (respectiv.), trio vocal et ensemble instrumental, avec des textes de José Sanchis Sinisterra et des additions de La Tempête et Roméo et Juliette.
- Julieta en la cripta (2009), actrice, trio vocal (sopr, contraten, ténor), 2 clarinettes, cor, accordeon, alto, violoncelle et 2 percussionnistes
- Cuarteto de cuerda IV (Figura ante el espejo)(2010)
- Tres piezas breves (2010), piano avec flûte, clarinette, violon, violoncelle et percussions
- Itinerarios (2010), orgue ibérique
- Aliento fugitivo (2011), contre-ténor et piano
- Paráfrasis (2012), piano
- Sombras de Julieta (2012), accordéon
- Preludio y Sonata (ex K.208) (2013), harpe, 1 percussion et cordes
- Sonatas (2013), orchestre (3.2.2.2 – 4.2.2.0 – 1 percussion, 1 harpe – cordes)
- Tiranilla y boleras (2014), soprano et piano
- Siempre/Todavía (2015), piano, avec projection d'images et textes
- Præludium (2015), violoncelle
- Alma del tiempo (2015), piano
- Paisaje con espejos (2016), flûte, clarinette, violon, alto, violoncelle et piano
- Preludio y coda (2017), alto
- Ricercare (ex 909) (2018), grand-orgue
- Rendez-vous (2019), violoncelle
- Paisaje secret (2019), 4 saxophones et 1 percussionniste
- Postludium (2020), violoncelle